# SK Yeşilyurt Berlin 07
SK Yeşilyurt Berlin 07 was een Duitse voetbalclub uit de hoofdstad Berlijn. Van 1973 tot 2007 heette de club SV Yeşilyurt Berlin, maar de club werd en ontbonden heropgericht als SK Yeşilyurt Berlin 07. 

## Geschiedenis
De club werd opgericht in 1973 door van voetbal bezeten Turkse immigranten uit het Berlijnse stadsdeel Wedding. De naam Yeşilyurt (spreek uit als Yeshilyurt) werd gekozen als symbool voor de verbondenheid met het moederland Turkije en betekent groene heimat. In Istanboel en İzmir zijn er stadsdelen met dezelfde naam van waar de meeste clubleden kwamen.
Nadat de club eerst jaren deelnam aan het liefhebbersvoetbal meldde de club zich in 1983 aan bij de Berlijnse voetbalbond. Yeşilyurt speelde lang in de lagere klassen. 2001 was een goed jaar voor de club met de winst van de Atatürk-Pokal, een bekercompetitie voor Turkse teams uit Duitsland. Datzelfde jaar bereikte de club ook de finale van de Berlijnse beker waar het tegen het twee klassen hoger spelende Türkiyemspor speelde en won. Hierdoor plaatste de club zich automatisch voor de eerste ronde van de DFB-Pokal en verloor daar van Bundesliga-club SC Freiburg. Dat seizoen werd ook de titel gewonnen waardoor naar de Verbandsliga Berlin promoveerde. Na twee seizoenen werd ook daar de titel behaald en promoveerde de club voor het eerst naar de Oberliga (vierde klasse). De eerste twee seizoenen waren behoorlijk succesvol maar daarna zakte de club weg naar de middenmoot.
In november 2007 werd bekend dat de club hoge schulden had en moest zelfs forfait geven voor de competitie. Alle gespeelde wedstrijden werden geannuleerd. Een aantal leden werd naar Berliner AK 07 verkast. Er was sprake van een fusie met de club, maar omdat BAK 07 zelf financiële problemen had ging deze niet door. SV Yeşilyurt Berlin werd uiteindelijk opgeheven. De club werd echter heropgericht onder de naam SK Yeşilyurt Berlin 07 en ging van start in de onderste speelklasse Berliner Spielklasse Kreisliga C. In 2010 füseerde de club met BSC Türk Genclik 2001 en nam zo de naam SK Türkyurt 2001 aan. In 2015 fuseerde deze club met 1. FC Galatasaray Spandau 89 tot SK Türkuyrt 1989, de club nam de plaats van Galatasaray in de Bezirksliga over. 

## Recente eindstanden
Tussen haakjes het niveau van de competitie.
| - 1991-92 (VIII) Kreisliga A Berlin 9de - 1992-93 (VIII) Kreisliga A Berlin 6de - 1993-94 (VII) Bezirksliga Berlin 2de - 1994-95 (VI) Landesliga Berlin 11de - 1995-96 (VI) Landesliga Berlin 15de - 1996-97 (VII) Bezirksliga Berlin 9de - 1997-98 (VII) Bezirksliga Berlin 4de - 1998-99 (VII) Bezirksliga Berlin 1ste - 1999-00 (VI) Landesliga Berlin 3de | - 2000-01 (VI) Landesliga Berlin 1ste - 2001-02 (V) Verbandsliga Berlin 2de - 2002-03 (V) Verbandsliga Berlin 1ste - 2003-04 (IV) Oberliga Nordost 4de - 2004-05 (IV) Oberliga Nordost 5de - 2005-06 (IV) Oberliga Nordost 8ste - 2006-07 (IV) Oberliga Nordost 14de - 2007-08 (IV) Oberliga Nordost |